# Jay (Vermont)
Jay es un pueblo ubicado en el condado de Orleans en el estado estadounidense de Vermont. En el año 2010 tenía una población de 521 habitantes y una densidad poblacional de 5.9 personas por km².

## Geografía
Jay se encuentra ubicado en las coordenadas 44°57′54″N 72°27′35″O / 44.96500, -72.45972.

## Demografía
Según la Oficina del Censo en 2000 los ingresos medios por hogar en la localidad eran de $32,321 y los ingresos medios por familia eran $34,625. Los hombres tenían unos ingresos medios de $21,563 frente a los $19,286 para las mujeres. La renta per cápita para la localidad era de $13,546. Alrededor del 12.4% de la población estaban por debajo del umbral de pobreza.